# LIGO
Observatorij gravitacijskega valovanja z laserskim interferometrom (izvirno angleško Laser Interferometer Gravitational-Wave Observatory, okrajšano LIGO) je fizikalni poskus in observatorij za zaznavanje gravitacijskega valovanja in razvoj opazovanja gravitacijskega valovanja kot astronomskega orodja. V ZDA so zgradili dva velika observatorija z namenom zaznavanja gravitacijskega valovanja s pomočjo laserske interferometrije. Zaznata lahko spremembo v premiku zrcal odmaknjenih za 4 km manj kot 1/10.000 premera naboja protona, kar je enako merjenju razdalje med Soncem in zvezdo Proksima Kentavra s točnostjo manjšo kot je premer preseka človeškega lasu.
Začetna observatorija LIGO je financirala Nacionalna znanstvena ustanova (NSF), zamislila, zgradila in upravljata pa ju Caltech in MIT. Med letoma 2002 in 2010 sta observatorija zbirala podatke, vendar brez zaznave gravitacijskega valovanja.
Projekt Napredni LIGO (Advanced LIGO) za izboljšavo izvrnih detektorjev LIGO je začel z delom leta 2008, NSF pa ga še vedno financira s pomembnimi doprinosi Britanskega sveta za znanstvene in tehnološke možnosti, nemške Družbe Maxa Plancka in Avstralskega raziskovalnega sveta. Izboljšani detektorji so začeli z delovanjem leta 2015. Prvo zaznavo gravitacijskega valovanja sta objavila leta 2016 LIGO Scientific Collaboration (LSC) in Virgo Collaboration z mednarodnim sodelovanjem znanstvenikov z več univerz in raziskovalnih ustanov. Znanstveniki, ki so vključeni v projekt in analizo podatkov za gravitacijsko astronomijo, so organizirani prek LSC in pri tem sodeluje več kot 1000 znanstvenikov po svetu, kakor tudi več kot 440.000 dejavnih uporabnikov projekta distribuiranega računanja Einstein@Home od december 2016.
LIGO je največji in najstremljivejši projekt, ki ga je kadarkoli financirala NSF.
Do sedaj so z LIGO zaznali 5 gravitacijskih valov od katerih so bili prvi štirje pari trkajočih črnih lukenj. Peti zaznani dogodek (označen kot GW170817) 17. avgusta 2017 je bila prva zaznava trka dveh nevtronskih zvezd, pri čemer so ga istočasno zaznali optično s konvencionalnimi daljnogledi.
Občutljivost detektorjev je povečana z zelo močnim vhodnim laserjem, ki ima v tem primeru moč 200 W. S pomočjo rekuperacije odbite svetlobe se moč poveča preko 700 W. Poleg tega se primerno izbere laserski način pri čemer ima svetloba zelo točno določeno frekvenco. Laser deluje v infrardečem delu spektra z valovno dolžino 1064 nm. Zaradi tega se stekla in zrcala ne pregrevajo. Interferometer lahko zazna gravitacijsko valovanje v obsegu od 43 do 10.000 km, kar odgovarja frekvencam od 30 do 7000 Hz.